# فرودگاه ایر فالز
فرودگاه ایر فالز (به انگلیسی: Ear Falls Airport) یک فرودگاه همگانی است . این فرودگاه در کشور کانادا قرار دارد و در ارتفاع ۳۸۷ متری از سطح دریا واقع شده است.